# عين عرمة (عين عرمة)
عين عرمة هي إحدى مشيخات المملكة المغربية، تتبع جغرافيا لعمالة مكناس وإداريًا لعين عرمة. يقدر عدد سكانها بـ 3716 نسمة حسب الإحصاء الرسمي للسكان والسكنى لسنة 2004.